# Пельо (Пезаро-э-Урбино)
Пельо (итал. Peglio) — коммуна в Италии, располагается в регионе Марке, в провинции Пезаро-э-Урбино.
Население составляет 720 человек (2008 г.), плотность населения составляет 36 чел./км². Занимает площадь 20 км². Почтовый индекс — 61049. Телефонный код — 0722.
Покровителем коммуны почитается святой Фортунат, празднование 14 октября.

## Демография
Динамика населения:

## Администрация коммуны
- Официальный сайт: http://www.comune.peglio.pu.it/ Архивная копия от 16 февраля 2010 на Wayback Machine